# Wereldkampioenschappen baanwielrennen 2020
De wereldkampioenschappen baanwielrennen 2020 werden van woensdag 26 februari tot en met zondag 1 maart 2020 gehouden in het Velodrom in de Duitse stad Berlijn. Er stonden twintig onderdelen op het programma, tien voor mannen en tien voor vrouwen.

## Belgische deelnemers
De Belgische selectie voor het wereldkampioenschap ziet er als volgt uit:
- Sprintonderdelen vrouwen: Nicky Degrendele
- Duuronderdelen mannen: Kenny De Ketele, Lindsay De Vylder, Robbe Ghys, Rune Herregodts en Fabio Van Den Bossche
- Duuronderdelen vrouwen: Shari Bossuyt, Gilke Croket, Katrijn De Clercq, Jolien D'Hoore en Annelies Dom, Lotte Kopecky

## Nederlandse deelnemers
De Nederlandse selectie voor het wereldkampioenschap ziet er als volgt uit:
- Sprintonderdelen mannen: Roy van den Berg, Harrie Lavreysen, Jeffrey Hoogland, Matthijs Büchli, Sam Ligtlee en Theo Bos.
- Sprintonderdelen vrouwen: Kyra Lamberink, Laurine van Riessen, Steffie van der Peet en Shanne Braspennincx.
- Duuronderdelen mannen: Roy Eefting, Jan-Willem van Schip en Yoeri Havik.
- Duuronderdelen vrouwen: Kirsten Wild en Amy Pieters.

## Surinaamse deelnemer
De Surinaamse selectie voor het wereldkampioenschap ziet er als volgt uit:
- Sprintonderdelen mannen: Jaïr Tjon En Fa

## Wedstrijdschema
|  | Wedstrijden | F | Finales |

| Datum →              | 26 feb | 26 feb | 27 feb | 27 feb | 28 feb | 28 feb | 29 feb | 29 feb | 1 mrt | 1 mrt |
| Onderdeel ↓          | M      | A      | M      | A      | M      | A      | M      | A      | M     | A     |
| -------------------- | ------ | ------ | ------ | ------ | ------ | ------ | ------ | ------ | ----- | ----- |
| 1 km tijdrit         |        |        |        |        | Q      | F      |        |        |       |       |
| Ind. achtervolging   |        |        |        |        | Q      | F      |        |        |       |       |
| Keirin               |        |        |        | F      |        |        |        |        |       |       |
| Omnium               |        |        |        |        |        |        |        | F      |       |       |
| Puntenkoers          |        |        |        |        |        | F      |        |        |       |       |
| Scratch              |        |        |        | F      |        |        |        |        |       |       |
| Sprint               |        |        |        |        |        |        |        |        |       | F     |
| Ploegenachtervolging | Q      | R1     |        | F      |        |        |        |        |       |       |
| Teamsprint           | Q      | F      |        |        |        |        |        |        |       |       |
| Koppelkoers          |        |        |        |        |        |        |        |        |       | F     |

| Datum →              | 26 feb | 26 feb | 27 feb | 27 feb | 28 feb | 28 feb | 29 feb | 29 feb | 1 mrt | 1 mrt |
| Onderdeel ↓          | M      | A      | M      | A      | M      | A      | M      | A      | M     | A     |
| -------------------- | ------ | ------ | ------ | ------ | ------ | ------ | ------ | ------ | ----- | ----- |
| 500m tijdrit         |        |        |        |        |        |        | Q      | F      |       |       |
| Ind. achtervolging   |        |        |        |        |        |        | Q      | F      |       |       |
| Keirin               |        |        |        |        |        |        |        |        |       | F     |
| Omnium               |        |        |        |        |        | F      |        |        |       |       |
| Puntenkoers          |        |        |        |        |        |        |        |        |       | F     |
| Scratch              |        | F      |        |        |        |        |        |        |       |       |
| Sprint               |        |        |        |        |        | F      |        |        |       |       |
| Ploegenachtervolging | Q      |        |        | F      |        |        |        |        |       |       |
| Teamsprint           | Q      | F      |        |        |        |        |        |        |       |       |
| Koppelkoers          |        |        |        |        |        |        |        | F      |       |       |

## Medailles

### Mannen
| Onderdeel            | Goud | Goud                                                                | Zilver | Zilver                                                             | Brons | Brons                                                                            |
| -------------------- | ---- | ------------------------------------------------------------------- | ------ | ------------------------------------------------------------------ | ----- | -------------------------------------------------------------------------------- |
| Sprint               | NED  | Harrie Lavreysen                                                    | NED    | Jeffrey Hoogland                                                   | MAS   | Azizulhasni Awang                                                                |
| 1 km tijdrit         | NED  | Sam Ligtlee                                                         | FRA    | Quentin Lafargue                                                   | FRA   | Michaël D'Almeida                                                                |
| Achtervolging        | ITA  | Filippo Ganna                                                       | USA    | Ashton Lambie                                                      | FRA   | Corentin Ermenault                                                               |
| Ploegenachtervolging | DEN  | Lasse Norman Hansen Julius Johansen Frederik Madsen Rasmus Pedersen | NZL    | Campbell Stewart Corbin Strong Aaron Gate Jordan Kerby Regan Gough | ITA   | Simone Consonni Filippo Ganna Francesco Lamon Jonathan Milan Michele Scartezzini |
| Teamsprint           | NED  | Jeffrey Hoogland Harrie Lavreysen Roy van den Berg Matthijs Büchli  | GBR    | Jack Carlin Jason Kenny Ryan Owens                                 | AUS   | Thomas Cornish Nathan Hart Matthew Richardson                                    |
| Keirin               | NED  | Harrie Lavreysen                                                    | JPN    | Yuta Wakimoto                                                      | MAS   | Azizulhasni Awang                                                                |
| Scratch              | BLR  | Jawhen Karaljok                                                     | ITA    | Simone Consonni                                                    | ESP   | Sebastián Mora                                                                   |
| Puntenkoers          | NZL  | Corbin Strong                                                       | ESP    | Sebastián Mora                                                     | NED   | Roy Eefting                                                                      |
| Koppelkoers          | DEN  | Lasse Norman Hansen Michael Mørkøv                                  | NZL    | Campbell Stewart Aaron Gate                                        | GER   | Roger Kluge Theo Reinhardt                                                       |
| Omnium               | FRA  | Benjamin Thomas                                                     | NED    | Jan-Willem van Schip                                               | GBR   | Matthew Walls                                                                    |

- Renners van wie de namen schuingedrukt staan kwamen in actie tijdens minimaal één ronde maar niet tijdens de finale.

### Vrouwen
| Onderdeel            | Goud | Goud                                                   | Zilver | Zilver                                                                 | Brons | Brons                                                   |
| -------------------- | ---- | ------------------------------------------------------ | ------ | ---------------------------------------------------------------------- | ----- | ------------------------------------------------------- |
| Sprint               | GER  | Emma Hinze                                             | RUS    | Anastasia Vojnova                                                      | HKG   | Lee Wai Sze                                             |
| 500m tijdrit         | GER  | Lea Sophie Friedrich                                   | MEX    | Jessica Salazar                                                        | ITA   | Miriam Vece                                             |
| Achtervolging        | USA  | Chloé Dygert                                           | GER    | Lisa Brennauer                                                         | GER   | Franziska Brauße                                        |
| Ploegenachtervolging | USA  | Jennifer Valente Chloé Dygert Emma White Lily Williams | GBR    | Elinor Barker Katie Archibald Eleanor Dickinson Neah Evans Laura Kenny | GER   | Franziska Brauße Lisa Brennauer Lisa Klein Gudrun Stock |
| Teamsprint           | GER  | Pauline Grabosch Emma Hinze Lea Sophie Friedrich       | AUS    | Kaarle McCulloch Stephanie Morton                                      | CHN   | Chen Feifei Zhong Tianshi                               |
| Keirin               | GER  | Emma Hinze                                             | KOR    | Lee Hye-Jin                                                            | AUS   | Stephanie Morton                                        |
| Scratch              | NED  | Kirsten Wild                                           | USA    | Jennifer Valente                                                       | POR   | Maria Martins                                           |
| Puntenkoers          | GBR  | Elinor Barker                                          | USA    | Jennifer Valente                                                       | NOR   | Anita Yvonne Stenberg                                   |
| Koppelkoers          | NED  | Kirsten Wild Amy Pieters                               | FRA    | Clara Copponi Marie Le Net                                             | ITA   | Letizia Paternoster Elisa Balsamo                       |
| Omnium               | JPN  | Yumi Kajihara                                          | ITA    | Letizia Paternoster                                                    | POL   | Daria Pikulik                                           |

### Medaillespiegel
| Plaats | Land                | Goud | Zilver | Brons | Totaal |
| 1      | Nederland           | 6    | 2      | 1     | 9      |
| 2      | Duitsland           | 4    | 1      | 3     | 8      |
| 3      | Verenigde Staten    | 2    | 3      | 0     | 5      |
| 4      | Denemarken          | 2    | 0      | 0     | 2      |
| 5      | Italië              | 1    | 2      | 3     | 6      |
| 6      | Frankrijk           | 1    | 2      | 2     | 5      |
| 7      | Verenigd Koninkrijk | 1    | 2      | 1     | 4      |
| 8      | Nieuw-Zeeland       | 1    | 2      | 0     | 3      |
| 9      | Japan               | 1    | 1      | 0     | 2      |
| 10     | Wit-Rusland         | 1    | 0      | 0     | 1      |
| 11     | Australië           | 0    | 1      | 2     | 3      |
| 12     | Spanje              | 0    | 1      | 1     | 2      |
| 13     | Mexico              | 0    | 1      | 0     | 1      |
| 13     | Rusland             | 0    | 1      | 0     | 1      |
| 13     | Zuid-Korea          | 0    | 1      | 0     | 1      |
| 16     | Maleisië            | 0    | 0      | 2     | 2      |
| 17     | China               | 0    | 0      | 1     | 1      |
| 17     | Hongkong            | 0    | 0      | 1     | 1      |
| 17     | Noorwegen           | 0    | 0      | 1     | 1      |
| 17     | Polen               | 0    | 0      | 1     | 1      |
| 17     | Portugal            | 0    | 0      | 1     | 1      |
| Totaal | Totaal              | 20   | 20     | 20    | 60     |